# 普拉代尔-莱布尔盖
普拉代尔-莱布尔盖（法語：Pradère-les-Bourguets，法語發音：[pʁadɛʁ le buʁɡɛ]）是法国上加龙省的一个旧市镇，属于图卢兹区。2018年，普拉代尔-莱布尔盖与市镇拉塞尔合并为新市镇拉塞尔-普拉代尔。

## 地理
普拉代尔-莱布尔盖（43°38'27"N, 1°9'58"E）面积4.89 平方千米，位于法国奧克西塔尼大區上加龙省，该省份为法国西南部内陆省份，西南端与西班牙接壤，自此顺时针与上比利牛斯省、热尔省、塔恩-加龙省、塔恩省、奥德省和阿列日省接壤。
与普拉代尔-莱布尔盖接壤的市镇（或旧市镇、城区）包括：勒卡斯泰拉、拉塞尔、莱维尼亚克、梅朗维耶尔、圣利夫拉德、塞古菲耶勒。

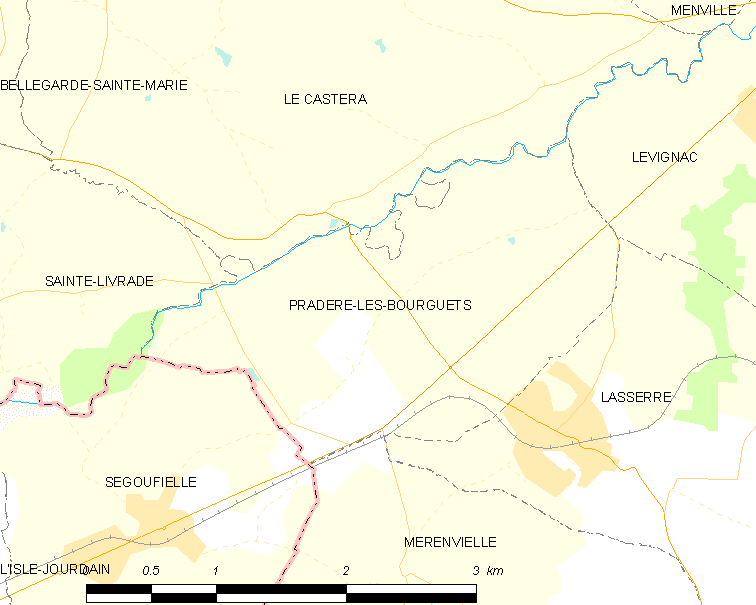
普拉代尔-莱布尔盖的OSM定位图

普拉代尔-莱布尔盖的时区为UTC+01:00、UTC+02:00（夏令时）。

## 行政
普拉代尔-莱布尔盖的邮政编码为31530，INSEE市镇编码为31438。

## 政治
普拉代尔-莱布尔盖所属的省级选区为莱格万县。

## 人口

1962-2008年间普拉代尔-莱布尔盖人口变化图示

普拉代尔-莱布尔盖于2017年1月1日时的人口数量为540人。